# Grupo 22 de Astronautas da NASA

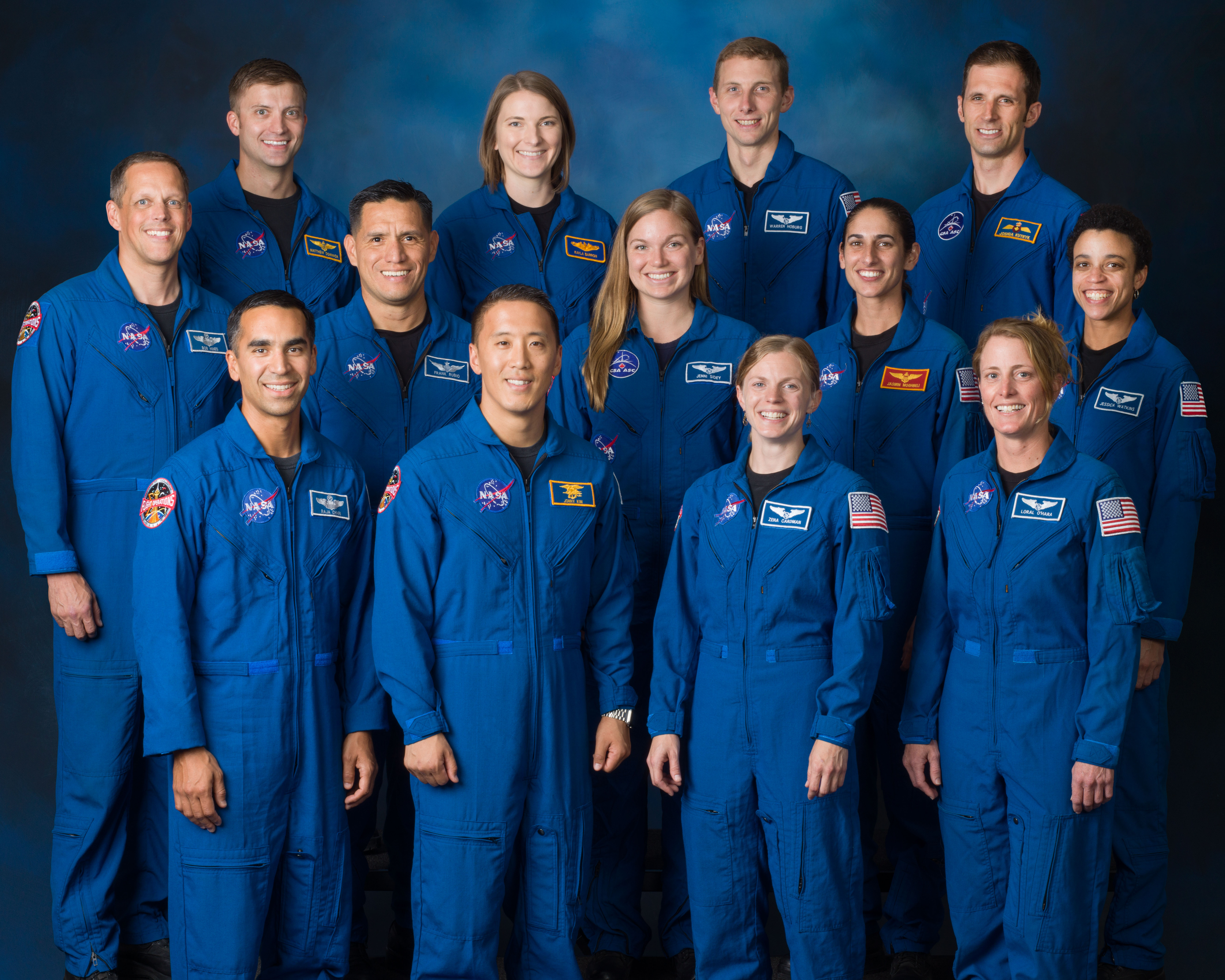
Os astronautas em 2019. Atrás: Dominick, Barron, Hoburg e Kutryk. Meio: Hines, Rubio, Sidey-Gibbons, Moghbeli e Watkins. Frente: Chari, Kim, Cardman e O'Hara. O único ausente é Kulin.

O Grupo 22 de Astronautas da NASA, também chamado de As Tartarugas, são um grupo de astronautas selecionado pela Administração Nacional da Aeronáutica e Espaço (NASA) para integrarem o programa espacial dos Estados Unidos. Foi o vigésimo segundo grupo de astronautas da NASA e foram anunciados publicamente no dia 7 de junho de 2017. Os astronautas são: Kayla Barron, Zena Cardman, Raja Chari, Matthew Dominick, Robert Hines, Warren Hoburg, Jonny Kim, Robb Kulin, Jasmin Moghbeli, Loral O'Hara, Francisco Rubio e Jessica Watkins. Além dos doze, dois astronautas parceiros da Agência Espacial Canadense juntaram-se ao grupo nos treinamentos: Joshua Kutryk e Jenni Sidey-Gibbons.
A seleção de um novo grupo de astronautas foi anunciada pela NASA em novembro de 2015 e o período de candidaturas ocorreu entre dezembro de 2015 e fevereiro de 2016. Os critérios requeriam que os candidatos tivessem diplomas de bacharel em áreas de engenharia, biologia, física, matemática ou informática, além de que tivessem pelo menos três anos de trabalho profissional ou mais de mil horas de voo. Um recorde de mais de 18,2 mil candidaturas foram recebidas. Um painel de seleção avaliou os candidatos e convocou os mais qualificados para entrevistas, depois do qual os doze finalistas foram escolhidos. Em seguida, todos passaram por um período de dois anos de treinamento até qualificarem-se para voos espaciais.

## Astronautas
| Imagem | Nome                | Nascimento             | Carreira | ref    |
| ------ | ------------------- | ---------------------- | --- | ------ |
|        | Kayla J. Barron     | 19 de setembro de 1987 | Nascida em Pocatello, Idaho, formou-se em 2010 com um bacharelato em engenharia de sistemas pela Academia Naval dos Estados Unidos e entrou na Marinha. Conquistou um mestrado em engenharia nuclear pela Universidade de Cambridge em 2011. Serviu como oficial de submarino e depois ajudante do superintendente da Academia Naval. | [ 5 ]  |
|        | Zena M. Cardman     | 26 de outubro de 1987  | Nascida em Urbana, Illinois, formou-se em 2010 com um bacharelato em biologia e depois conquistou um mestrado em ciências marinhas, ambos pela Universidade da Carolina do Norte em Chapel Hill. Trabalhou com diversos grupos de pesquisa de microbiologia, inclusive apoiados pela NASA, na Antártida, Colúmbia Britânica, Idaho, Havaí e no mar. | [ 6 ]  |
|        | Raja J. V. Chari    | 24 de junho de 1977    | Nascido em Milwaukee, Wisconsin, formou-se em 1999 com um bacharelato em engenharia aeroespacial pela Academia da Força Aérea dos Estados Unidos e entrou na Força Aérea. Conquistou um mestrado em aeronáutica e astronáutica pelo Instituto de Tecnologia de Massachusetts. Realizou missões de combate durante a Guerra do Iraque. Formou-se na Escola de Pilotos de Teste Navais e comandou o 461º Esquadrão de Voos de Teste. Está designado como comandante da SpaceX Crew-3, com previsão de lançamento para meados de 2021. | [ 7 ]  |
|        | Matthew S. Dominick | 7 de dezembro de 1981  | Nascido em Wheat Ridge, Colorado, formou-se em 2005 com um bacharelato em engenharia elétrica pela Universidade de San Diego e entrou na Marinha. Realizou duas viagens de combate durante a Operação Liberdade Duradoura. Conquistou um mestrado em engenharia de sistemas pela Escola de Pós-Graduação Naval e depois se formou na Escola de Pilotos de Teste Navais. | [ 8 ]  |
|        | Robert T. Hines Jr. | 11 de janeiro de 1975  | Nascido em Fayetteville, Carolina do Norte, formou-se em 1997 com um bacharelato em engenharia aeroespacial pela Universidade de Boston e entrou na Força Aérea. Formou-se na Escola de Pilotos de Teste da Força Aérea em 2008 e conquistou um mestrado em engenharia aeroespacial pela Universidade do Alabama em 2010. Entrou na Reserva da Força Aérea em 2011 e tornou-se em 2012 piloto de pesquisa no Centro Espacial Johnson.                                                                                               | [ 9 ]  |
|        | Warren W. Hoburg    | 16 de setembro de 1985 | Nascido em Pittsburgh, Pensilvânia, formou-se em 2008 com um bacharelato em aeronáutica e astronáutica pelo Instituto de Tecnologia de Massachusetts. Conquistou um mestrado em 2011 e um doutorado em 2013 em engenharia elétrica e ciências da computação pela Universidade da Califórnia em Berkeley. Trabalhou em desenvolvimento de processos na Boeing e depois tornou-se professor assistente no Instituto de Tecnologia de Massachusetts.                                                                                   | [ 10 ] |
|        | Jonathan Kim        | 5 de fevereiro de 1984 | Nascido em Los Angeles, Califórnia, entrou na Marinha em 2002 e realizou duas viagens de combate na Guerra do Iraque. Formou-se em 2012 com um bacharelato em matemática pela Universidade de San Diego e entrou no Corpo Médico da Marinha. Conquistou um doutorado em medicina pela Universidade Harvard em 2016 e fez seu internato hospitalar no Hospital Geral de Massachusetts e no Hospital de Brigham e das Mulheres. | [ 11 ] |
|        | Robb M. Kulin       | 7 de dezembro de 1983  | Nascido em Anchorage, Alasca, formou-se em engenharia mecânica pela Universidade de Denver. Conquistou um mestrado em ciências materiais e depois um doutorado em engenharia pela Universidade da Califórnia em San Diego. Trabalhou como gerente sênior de confiabilidade na SpaceX. Demitiu-se da NASA em agosto de 2018 sem completar seu treinamento. | [ 12 ] |
|        | Jasmin Moghbeli     | 24 de junho de 1983    | Nascida em Bad Nauheim, Alemanha Ocidental, entrou para o Corpo de Fuzileiros Navais em 2005. Realizou três viagens de combate durante a Operação Liberdade Duradoura como pilota de helicóptero de ataque entre 2009 e 2010. Formou-se com um bacharelato em engenharia aeroespacial pelo Instituto de Tecnologia de Massachusetts. Cursou a Escola de Pilotos de Teste Navais em 2014 e depois conquistou um mestrado em engenharia aeroespacial pela Escola de Pós-Graduação Naval.                                              | [ 13 ] |
|        | Loral A. O'Hara     | 3 de maio de 1983      | Nascida em Houston, Texas, formou-se em 2005 com um bacharelato em engenharia aeroespacial pela Universidade do Kansas. Trabalhou como engenheira de projeto de veículos suborbitais na Rocketplane de 2007 a 2008. Conquistou um mestrado em aeronáutica e astronáutica pela Universidade Purdue em 2009 e foi trabalhar no Instituto Oceanográfico de Woods Hole em engenharia e operação de veículos submarinos. | [ 14 ] |
|        | Francisco C. Rubio  | 11 de dezembro de 1976 | Nascido em Los Angeles, Califórnia, formou-se com um bacharelato em relações internacionais pela Academia Militar dos Estados Unidos e entrou no Exército. Realizou viagens de combate como piloto de helicóptero de ataque na Bósnia, Afeganistão e Iraque. Conquistou um doutorado em medicina pela Universidade de Ciências da Saúde dos Serviços Uniformizados e fez seu internato hospitalar no Hospital Comunitário Martin do Exército.                                                                                       | [ 15 ] |
|        | Jessica A. Watkins  | 14 de maio de 1988     | Nascida em Gaithersburg, Maryland, formou-se com um bacharelato em ciências geológicas e ambientais pela Universidade Stanford. Trabalhou como estagiária no Centro de Pesquisa Ames e no Laboratório de Propulsão a Jato, tendo atuado como colaboradora nos programas Curiosity e Perseverance. Conquistou um doutorado em geologia pela Universidade da Califórnia em Los Angeles. Também participou em missões analógicas do Laboratório de Ciência de Marte e dos Estudos de Pesquisa e Tecnologia do Deserto.                 | [ 16 ] |

### Internacionais
| Imagem | Nome                         | Nascimento          | Carreira | ref    |
| ------ | ---------------------------- | ------------------- | --- | ------ |
|        | Joshua Kutryk                | 21 de março de 1982 | Nascido em Fort Saskatchewan, Alberta, entrou na Real Força Aérea em 2000. Formou-se em 2004 com um bacharelato em engenharia mecânica pelo Colégio Militar Real do Canadá. Conquistou um mestrado em estudos espaciais pela Universidade Aeronáutica Embry–Riddle em 2009 e realizou viagens de combate na Líbia e Afeganistão. Conseguiu um mestrado em engenharia de testes de voo pela Universidade Aérea em 2012 e formou-se no mesmo ano na Escola de Pilotos de Teste da Força Aérea dos Estados Unidos. Em seguida, adquiriu um mestrado em estudos de defesa pelo Colégio Militar Real do Canadá em 2014. | [ 17 ] |
|        | Jennifer A. M. Sidey-Gibbons | 3 de agosto de 1988 | Nascida em Calgary, Alberta, formou-se em 2011 com um bacharelato em engenharia mecânica pela Universidade McGill. Trabalhou em pesquisas em parceria com a Agência Espacial Canadense e com o Laboratório de Pesquisa do Conselho Nacional de Pesquisa de Voo. Conquistou um mestrado e depois um doutorado em 2015 em engenharia, com foco em combustão, pela Universidade de Cambridge. Trabalhou como professora assistente na Universidade de Cambridge. | [ 18 ] |